# Figitídeos
Figitídeos (Figitidae) é uma família de vespas parasitóides, isto é, um grupo de insetos himenópteros aculeados. São pequenas vespas que variam do marrom escuro ao preto, com as pernas mais claras, cuja biologia geral é bastante diversa, mas ainda largamente pouco conhecida. 

## Biologia geral e Diversidade

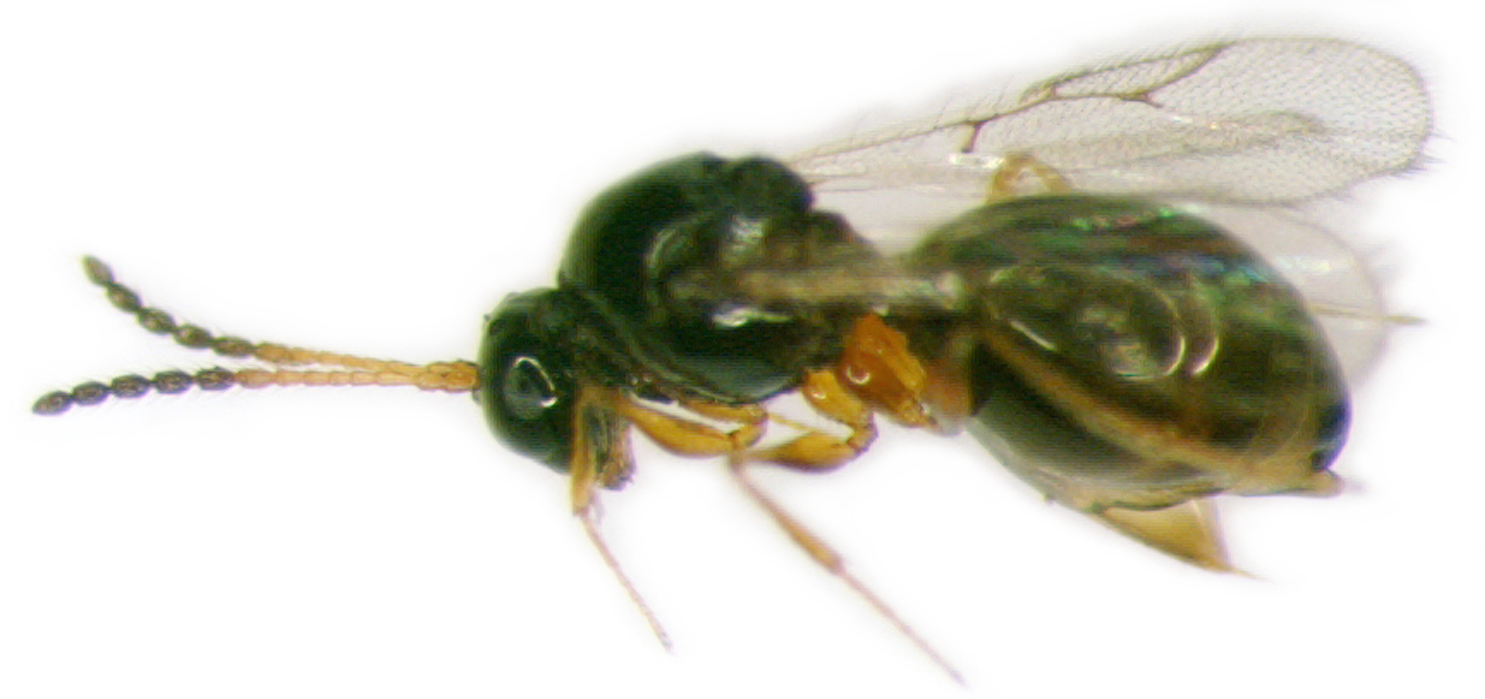
Leptopilina boulardii.

As vespas Figitidae são todas tidas como parasitoides de outros insetos, sendo que subdividem-se dentre 3 grupos: (i) as que habitam dentro de galhas de plantas, mas que provavelmente ali parasitam larvas de Cynipidae e Chalcididae; (ii) as que que associam-se como parasitoides ou predadoras de neurópteros em comunidades de afídeos e psilídeos e (iii) as que parasitam diferentes larvas de moscas (Diptera) que atacam plantas ou desenvolvem-se em material em decomposição. Estas distribuem-se pelas sufamílias existentes, como (i) Parnipinae e Thrasorinae, (ii) Anacharitinae e Charipinae, e (iii) Figitinae, Eucoilinae e Aspicerinae, e provavelmente as demais não mencionadas (vide lista completa mais adiante nesta página).
Trata-se da maior família dentro da superfamília Cynipoidea. A diversidade total desta família de vespas ainda não é bem estabelecida, mas cerca de 1400 espécies foram descritas para mais de 130 gêneros . Por exemplo, a maior subfamília, Eucoilinae (anteriormente considerada como uma família separada, Eucoilidae), tem mais de 1000 espécies descritas até agora, mas acredita-se que esta é provavelmente apenas uma fração da diversidade total, principalmente para a Região Neotropical. As espécies de Figitidae ocorrem em quase todo o mundo.
No Brasil, ocorrem algumas espécies com potencial de uso como agentes de Controle Biológico, bem como ao menos uma espécie introduzida. Trata-se de um táxon promissor para maiores estudos na região.

## Morfologia e Filogenia
De forma geral, as pequenas vespas da família Figitidae são difíceis de se identificar e de serem diferenciadas das vespinhas da família Cynipidae, principalmente aquelas que se desenvolvem nos tecidos das galhas. Existem três características que são diagnósticas e que suportam a monofilia da família: 3o tergo abdominal com margem posterior oblíqua, ovipositor com uma segunda articulação, posição deslocada da veia da asa anterior Rs + M sobre a metade da veia basal. Destes, o segundo mencionado é o mais único da família e presente em todos espécimes analisados até o momento. 
Ademais, a maioria dos figitídeos apresenta o mesoescutelo brilhante, e o maior tergo abdominal é o quarto, o que costuma diferir dos Cynipidae.

## Sistemática
Geralmente, são consideradas 12 subfamílias  , em que a maior está marcada abaixo com um *.
- Anacharitinae
- Aspicerinae
- Charipinae
- Emargininae
- Euceroptrinae
- Eucoilinae*
- Figitinae
- Mikeiinae
- Parnipinae
- Plectocynipinae
- Pycnostigminae
- Thrasorinae